# هیومن هد استودیوز
هیومن هد استودیوز (انگلیسی: Human Head Studios) شرکت بازی ویدئویی آمریکایی بود، که در سال ۱۹۹۳ تأسیس شد.